# Jarosław (gmina)
Pour les articles homonymes, voir Jarosław.
Jarosław est une gmina rurale du powiat de Jarosław, Basses-Carpates, dans le sud-est de la Pologne. Son siège est la ville de Jarosław, bien qu'elle ne fasse pas partie du territoire de la gmina.
La gmina couvre une superficie de 114,05 km2 pour une population de 12 665 habitants.

## Géographie
La gmina inclut les villages de Koniaczów, Kostków, Leżachów-Osada, Makowisko, Morawsko, Munina, Pełkinie, Sobiecin, Surochów, Tuczempy, Wola Buchowska, Wólka Pełkińska et Zgoda.
La gmina borde la ville de Jarosław et les gminy de Chłopice, Laszki, Pawłosiów, Przeworsk, Radymno, Sieniawa, Tryńcza et Wiązownica.